# Махинский
Махинский — посёлок в Гусь-Хрустальном районе Владимирской области России, входит в состав муниципального образования «Посёлок Добрятино».

## География
Посёлок расположен в 1 км на север от центра поселения посёлка Добрятино и в 62 км на восток от районного центра города Гусь-Хрустальный.

## История
Посёлок основан после Великой Отечественной войны в составе Ильинского сельсовета Гусь-Хрустального района, с 2005 года — в составе муниципального образования «Посёлок Добрятино».

## Население
| 2002 | 2010 | 2021 |
| ---- | ---- | ---- |
| 25   | ↘19  | ↘13  |